# جادوی سیاه
جادوی سیاه به طور سنتی به استفاده از قدرتهای مافوق طبیعی برای مقاصد شیطانی و خودخواهانه گفته شده است. معمولاً لفظ جادوی سیاه توسط کسانی به کار می‌رود که این نوع جادوگری را تأیید نمی‌کنند.
شیطان‌پرستان دیدگاهشان این است که تمام اشکال سحر و جادو محترم است و فرقی نمی‌کند فرد دنبال کدام نوع برود، بدون در نظر گرفتن رنگ (سفید، خاکستری یا سیاه).
همچنین جادوی سیاه که از قدرتهای تاریکی است، معمولاً از یک نقطه مسیر سمت چپ دیده می‌شود؛ که دقیقاً در تضاد با سحر و جادوی سفید است.
همچنین در این نوع از جادو بیشتر از انواع طلسمات و با استفاده از اجساد و موادّ مرده (گاهی نفرت انگیز و کثیف) مثل (خون، مو، پوست، مدفوع، ادرار و...) استفاده می‌شود.
همچنین سحر و جادوی سیاه با سوء استفاده از مراسم مذهبی یا کتابهای آسمانی، غیبگویی و دیوشناسی مرتبط است که در دو حالت ارادی و ذهنی اجرا می‌گردد.